# Грехова, Мария Тихоновна
Мари́я Ти́хоновна Гре́хова (1902—1995) — советский физик, доктор физико-математических наук, профессор, бывший директор НИРФИ.
Заведующая кафедрой электродинамики (1945—1957 гг.) ГГУ.
Окончила МГУ (1924). В 1945—1957 годах была на научно-преподавательской работе в Горьковском университете, с 1956 года — в научно-исследовательском радиофизическом институте (г. Горький), с 1956 по 1972 год — его директор.

## Научные достижения
Разработка мощных электронных приборов дециметрового и сантиметрового диапазона длин волн.
Участие в разработке автоволновой теории. В частности, Мария Тихоновна была ответственным редактором одной из первых книг о достижениях в исследовании автоволновых процессов, вышедшей в 1981 году.

## Дополнительные сведения
Мать академиков РАН А. В. Гапонова-Грехова и С. В. Гапонова. Одна из организаторов радиофизического факультета ННГУ и Научно-исследовательского радиофизического института (НИРФИ), первый декан радиофизического факультета ННГУ, первый директор НИРФИ.
Похоронена на Бугровском кладбище (уч. 13) в Нижнем Новгороде.

## Награды и звания
- Кавалер двух орденов Ленина (1951, 1961).
- В 1945 награждена орденом Трудового Красного Знамени
- В 1946 награждена медалью «За доблестный труд в Великой Отечественной войне 1941—1945 гг.»
- В 1963 присвоено звание заслуженного деятеля науки и техники РСФСР
- В 1971 награждена орденом Трудового Красного Знамени
- В 1982 награждена орденом Октябрьской Революции
- Почётный гражданин Нижнего Новгорода

## Память
- На здании по улице Большая Печерская, 25 в Нижегородском районе Нижнего Новгорода установлена мемориальная доска.[4]

- Мемориальная доска в Нижнем Новгороде